# Opala
Opala est une localité, chef-lieu du Territoire éponyme de la province du Tshopo en République Démocratique du Congo.

## Géographie
Elle est située sur la rive gauche de la rivière Lomami et sur la route nationale RN7 à 250 km au sud-ouest du chef-lieu provincial Kisangani.

## Administration
Chef-lieu territorial de 3 732 électeurs enrôlés pour les élections de 2018, elle a le statut de commune rurale de moins de 80 000 électeurs et  compte 7 conseillers municipaux en 2019.

## Économie

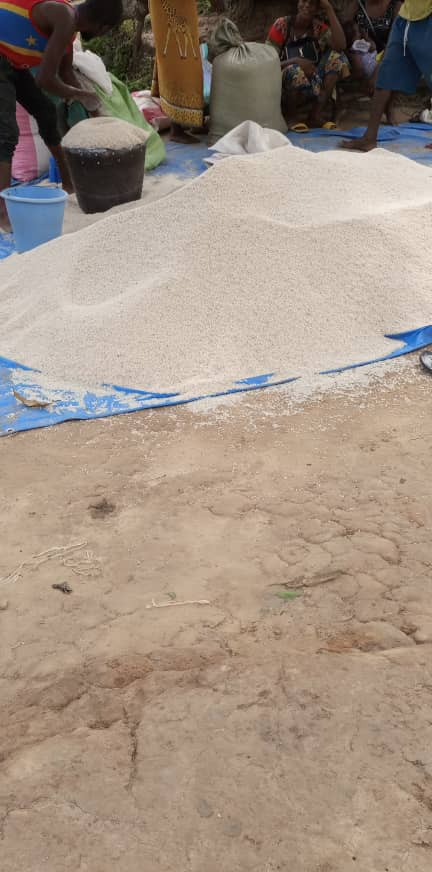
Vente de riz à Opala.

## Population
Le recensement date de 1984,.
| 1984 | 2004   | 2012   |
| ---- | ------ | ------ |
| -    | 13 735 | 16 114 |